# Andrzej Poczobut
Andrzej Poczobut (en belarús: Андрэй (Анджэй) Пачобут, Andrej (Andžej) Pačobut; Vyalikaya Byerastavitsa, 16 d'abril de 1973) és un periodista i activista belarús pertanyent a la minoria polonesa de Belarús que resideix a Hrodna.
Poczobut és corresponsal del diari polonès Gazeta Wyborcza i ha estat arrestat en més d'una dotzena d'ocasions pel govern de Belarús. El 2011 va ser condemnat a una multa i quinze dies de presó per «participar en la manifestació de protesta no autoritzada» després de les eleccions presidencials de 2010. El 2011 i el 2012 va ser arrestat i detingut per presumptament difamar el president Aleksandr Lukaixenko en els seus articles. Els càrrecs contra Poczobut van rebre una condemna internacional i el Parlament Europeu, per mitjà del seu president Jerzy Buzek, Reporters Sense Fronteres, el Comitè per a la Protecció dels Periodistes i Amnistia Internacional van fer declaracions en suport seu. Va ser multat amb 1,75 milions de rubles belarussos l'endemà. El KGB també va assaltar casa seva i li va confiscar l'ordinador i els documents. Poczobut va argumentar que feia de periodista durant la manifestació.

## Trajectòria
El març de 2011 el govern belarús el va amenaçar que si no deixava d'informar sobre l'administració de Lukaixenko seria processat i la seva acreditació del Ministeri d'Afers Exteriors de Belarús va ser revocada. Poczobut va ser detingut de nou el 6 d'abril de 2011, aquesta vegada per difamació. Els càrrecs es van basar en deu informes sobre el president que Poczobut havia publicat al seu blog, a Gazeta Wyborcza i al lloc web Belaruspartisan.org.
L'organització Unió de Polonesos a Belarús va fer campanya en nom de Poczobut demanant-ne l'alliberament. Un altre periodista polonès, Ihar Bantsar, va ser condemnat a cinc dies de presó per haver cobert el judici. Segons Reporters Sense Fronteres, els periodistes de Reuters i Associated Press van ser agredits per agents de policia vestits de paisà quan intentaven fotografiar Poczobut entrant al palau de justícia.
El 5 de juliol de 2011, va ser declarat culpable i condemnat a tres anys de presó. Poczobut va atribuir la suspensió de la seva condemna a la pressió internacional, inclosa una declaració en nom seu de la UE. Amnistia Internacional també va denunciar el processament de Poczobut i el va nomenar pres de consciència. Poczobut va apel·lar el veredicte però va perdre el recurs el 20 de setembre.
El novembre de 2011, l'emissora polonesa Radio ZET li va concedir el premi Andrzej Wojciechowski per la seva labor informativa. Com que a Poczobut se li va prohibir de sortir de Belarús la seva dona va recollir el premi en nom seu.
El 21 de juny de 2012 va ser arrestat a Grodno acusat de difamar el president per un article en què criticava la gestió per part del govern de l'atemptat del metro de Minsk de 2011 per al lloc de notícies independent Charter 97. L'acusació comportava una pena màxima de cinc anys de presó. Poczobut va ser posat en llibertat sota fiança després d'una setmana de detenció a l'espera de judici.
El Parlament Europeu va adoptar una resolució que instava a retirar els càrrecs contra Pozcobut. El primer ministre polonès, Donald Tusk, va convocar l'ambaixador belarús per a oposar-se al cas de difamació i va declarar que també comptava amb el suport de la República Txeca, Eslovàquia i Hongria, a la vegada que Amnistia Internacional va demanar que es retiressin els càrrecs. El PEN American Center també va apel·lar en nom seu, instant el govern belarús «a retirar immediatament tots els càrrecs contra Pozcobut i a complir les seves obligacions de protegir la llibertat d'expressió per a tota la ciutadania, tal com garanteix l'article 19 del Pacte Internacional de Drets Civils i Polítics».
Com a part de la repressió contra la Unió de Polonesos a Belarús, va ser detingut de nou el 25 de març de 2021. L'Alt Representant de la Unió per a Afers Exteriors i Política de Seguretat, Josep Borrell, va condemnar la detenció. El febrer de 2023 va ser condemnat a 8 anys en un camp de treball.